# Six Flags White Water
Six Flags White Water est un parc aquatique américain appartenant au groupe Six Flags. Il est situé à Marietta, en Géorgie près d'Atlanta. Il est situé à côté du parc d'attractions Six Flags Over Georgia.
Le parc ouvert depuis 1983 s'appelait à l'origine White Water Atlanta, il fut construit par Herschend Family Entertainment Corporation. Il fut vendu au groupe Six Flags en 1999 qui était propriétaire d'un autre parc (Six Flags Over Georgia) près d'Atlanta.
Le parc est composé de boutiques, aires de repos, terrasses mais aussi et surtout d'attractions aquatiques :
- Tornado - Une descente en bouées dans un immense entonnoir.
- The Cliffhanger
- Run-A-Way-River
- Lizard's Tail
- Deer Park Plunge
- Lilypad Crossing
- Activity Pool
- Mutiny Chute
- The Rapids
- The three-slide Body Flume
- Dragon's Tail-speed slide
- Black River Falls tube
- Gulf Coast Screamer - Toboggan tubulaire fermé
- Bermuda Triange
- Caribbean Plunge
- The Famous Bahama Bob-Slide - Toboggan à radeau pour 6 personnes
- The Tidal Wave body flume
- The 100-Meter Splash - Toboggan à faire la tête en avant
- The Atlanta Ocean wavepool - Piscine à vagues
- The Little Hooch river
- The 3-story Tree House Island - Aire de jeu aquatique familiale
- Captain Kid's Cove
- Little Squirt's Island - Aire de jeu aquatique pour enfants